# МАЗ-ЭТОН-Т203
МАЗ-203Т — белорусский низкопольный троллейбус, разработанный на базе автобуса МАЗ-203 на Минском автомобильном заводе.

## История
Выпуск троллейбусов с использованием машинокомплекта автобуса МАЗ-203 начался в 2008 году, одновременно с запуском в производство последнего. Кузов изготовляет МАЗ. На первые троллейбусы устанавливалось электрооборудование ООО «ЭТОН» и тиристорно-импульсная система управления (ТИСУ). В последующие годы несколько предприятий проявили интерес к данной модели и приобрели лицензию для сборки своих троллейбусов с использованием электрооборудования местных фирм «ЭПРО», «Чергос» (оба из Санкт-Петербурга) и «Информбизнес» (Кишинёв) и транзисторной системы управления (ТрСУ).
Всего в 2008—2009 годах было изготовлено 14 машин, после чего до 2015 года производство троллейбусов данной модели прекратилось, не считая лицензионной сборки «клонов» (см. ниже) в Вильнюсе и Москве.

## Описание
Кузов троллейбуса МАЗ-203Т унифицирован с кузовом автобуса МАЗ-203. Главное его отличие от автобусного собрата — отсутствие «шахты» моторного отсека (за исключением единственного экземпляра троллейбуса АКСМ-203Т, выпущенного предприятием «Белкоммунмаш» в 2008 году). Как и его предшественник (МАЗ-103Т), троллейбус МАЗ-203Т не имеет никаких отличий в интерьере, но является полностью низкопольным за счёт отсутствия ступеньки в задней двери. В задней части салона вместо шахты двигателя установлены дополнительно четыре сиденья. В зависимости от комплектации троллейбус может быть оснащён системой автономного хода, пневматическими штангоуловителями (ПШУ) и кондиционерами кабины водителя и пассажирского салона.

## Производство
- Первая партия из троллейбусов МАЗ-ЭТОН Т203 в количестве десяти единиц была отправлена в 2008 году в Галац (Румыния); к 2019 году 2 машины из этой партии уже списаны. В Минск был поставлен один троллейбус, переданный позднее в Гродно. В 2009 году по одному троллейбусу было отправлено в Бобруйск и Люблин (Польша). Один экземпляр был в 2010 году на испытаниях в Севастополе и Симферополе, однако куплен не был и в результате в 2013 году отправлен в Самару.
- В 2015 году в Бобруйск был отправлен ещё один троллейбус данной модели[1].
- В 2017 один троллейбус испытывался в Белграде (Сербия), после чего был передан в Минск[2].
- В 2019 году производство возобновилось. Партия из 10 троллейбусов была отправлена в Гродно[3], ещё одна машина поступила в Гомель[4].
- В 2020 году партия из 70 троллейбусов модификации МАЗ-203Т70 с автономным ходом, была поставлена в Минск. Ожидается поставка ещё 75 таких машин. Партия из 10 машин модификации МАЗ-203Т70 была поставлена в Витебск.
- Зимой 2021-2022 гг. партии троллейбусов модели МАЗ-203Т70 были доставлены в Рязань и в Гродно .
- Зимой 2023 года 4 троллейбуса модели МАЗ-203Т20 доставлены в Гродно и 1 в Мурманск.
- Весной 2023 года троллейбусы модели МАЗ-203Т70 Витебск, Могилев, Брест и в Гродно.
- В июле 2023 года 4 троллейбуса модели МАЗ-203Т20 доставлены во Владимир .
- В сентябре 2023 года 7 троллейбусов модели МАЗ-203Т70 прибыли в Хабаровск.

## Модификации
- Amber Vilnis 12 AC (МАЗ-ЭТОН-Т203 «Amber») — два экземпляра собраны в Вильнюсе, Литва, под маркой Amber в 2011 году[5].
- АКСМ-203Т — троллейбус с кузовом МАЗ203Т1М и электрооборудованием БКМ. Построен в сентябре 2009 года, отработал в Минске 1 месяц и отправился в Гродно, где сейчас и работает.
- МАЗ-203Т8М (MAZ-203T8M) — модификация для Люблина.
- МАЗ-ЭТОН-Т203 — производство ЭТОН, не имеет автономного хода.
- МАЗ-203Т20 — модификация с ЭО НПО «Информбизнес» InBus-103G является версией МАЗ-203Т70, имеющей так называемый «условный автономный ход» протяжённостью до 2 км для аварийного объезда препятствий на дороге. В 2017 году одна машина была выпущена для Бендер. Ещё 5 были выпущены в январе 2023 года (1 отправилась в Мурманск, остальные 4 в Гродно) и 4 в июне 2023 года (по контракту № 46-06/10 от 16/05/2023 года отправлены во Владимир, куда поступили 13 июля 2023 года и введены в эксплуатацию 22 августа 2023 года).
- МАЗ-203Т21 — модификация с ЭО производства ЭТОН. Альтернатива модификации МАЗ-203Т70, но с вынесенным на крышу оборудованием и соответственно расширенным местом в салоне. Произведены в конце 2019 года и все отправились в Гродно
- МАЗ-203Т70 — модификация с ЭО НПО «Информбизнес» InBus-103G с полноценным автономным ходом (от энергонакопителя, расположенного в заднем свесе машины, помимо ТЭД, питание получают вспомогательные электроаппараты машины) протяжённостью до 20 км. В мае 2020 года троллейбусы начали поступление в Минск и эксплуатируются там по сей день.
- СВАРЗ-МАЗ-6275 — сборка СВАРЗ в 2012-2017 годах из машинокомплектов МАЗ-203Т. Имеет ТЭД марки ДТА-3 и «условный автономный ход» протяжённостью до 2 км для аварийного объезда препятствий на дороге. Всего собрано 55 единиц, из которых 25 были собраны для Москвы, 16 для Краснодара и 14 для Симферополя (в 2019 году переданы в Ялту).
- УТТЗ-6241.01 «Горожанин» — сборка УТТЗ из машинокомплектов МАЗ-203Т20 и МАЗ-203Т70 в соответствии с заказами получателей. Имеет ТЭД марки ДТА-1У1 или ДТА-3У1.
- PTS-12 — модификация компании «Политехносервис» (Бровары). Эксплуатируется в Виннице и Харькове.
- Днепр-Т203 — производство Южмаш. Всего выпущено 211 экземпляров, некоторые машины выпущены в исполнении электробуса с динамической подзарядкой (троллейбус с увеличенным автономным ходом). Данные о поставках троллейбусов без учёта потерь в боевых действиях по состоянию на март 2025 г. приведены в таблице:

| Страна            | Город             | Эксплуатирующая организация                                 | Модель            | Годы поставок     | Количество                                            |
| ----------------- | ----------------- | ----------------------------------------------------------- | ----------------- | ----------------- | ----------------------------------------------------- |
| Украина           | Днепр             | КП «Днепровский электротранспорт» ДМР                       | «Днепр-Т203»      | 2017—2020         | 47                                                    |
| Украина           | Краматорск        | КП «Краматорское трамвайно-троллейбусное управление» (КТТУ) | «Днепр-Т203»      | 2017—2019         | 16                                                    |
| Украина           | Ровно             | КП «Ровноэлектроавтотранс» РМР                              | «Днепр-Т203»      | 2017 - 2020       | 18                                                    |
| Украина           | Кривой Рог        | КП «Городской троллейбус»                                   | «Днепр-Т203»      | 2019—2020         | 54                                                    |
| Украина           | Кропивницкий      | КП «Электротранс»                                           | «Днепр-Т203»      | 2018 - 2020       | 21                                                    |
| Украина           | Черновцы          | КП «Черновицкое троллейбусное управление»                   | «Днепр-Т203»      | 2018—2019         | 8                                                     |
| Украина           | Запорожье         | ЗКПГЭ «Запорожэлектротранс»                                 | «Днепр-Т203»      | 2019              | 5                                                     |
| Украина           | Бахмут            | КП «Бахмутэлектротранс»                                     | «Днепр-Т203»      | 2019—2020         | 4                                                     |
| Украина           | Николаев          | КП «Николаевэлектротранс»                                   | «Днепр-Т203»      | 2021 - 2025       | 40                                                    |
| Украина           | Славянск          | КП «Славянское троллейбусное управление»                    | «Днепр-Т203»      | 2020              | 4                                                     |
| Украина           | Северодонецк      | КП «Северодонецкое троллейбусное управление»                |                   | 2021              | 2 (1 сгорел в результате боевых действий)             |
| Молдова           | Бельцы            | МП «Троллейбусное управление Бельц»                         |                   | 2021 - 2025       | 34                                                    |
| Всего поставлено: | Всего поставлено: | Всего поставлено:                                           | Всего поставлено: | Всего поставлено: | 260 (не считая уничтоженных во время боевых действий) |